# Großer Graben und Schiffgraben
Der Große Graben und der Schiffgraben im Großen Bruch im nördlichen Harzvorland sind ein zusammenhängendes, künstliches Fließgewässer von 46 Kilometer Länge mit Mündungen an beiden Enden. Gespeist wird es von seitlichen Zuflüssen und vom feuchten Grund des Großen Bruches. Westlich des Brückendamms der B 79 bei Mattierzoll wird das Gewässer Schiffgraben genannt, die östlichen drei Viertel heißen Großer Graben. Im Scheitelbereich liegt der Wasserspiegel etwa 86 m ü. NHN.

## Verlauf
Der strömungslose Grenzbereich (Pseudobifurkation) liegt in dem als Schiffgraben bezeichneten Abschnitt etwa drei bis vier Kilometer westlich der Namensgrenze auf Höhe der Ortschaft Hedeper. Die Abschnitte werden entsprechend der Abflussrichtung als Schiffgraben-West und Schiffgraben-Ost bezeichnet. Nördlich des Schiffgrabens verläuft parallel der Neue Graben, der sich ebenfalls in beide Richtungen aufteilt. Der Schiffgraben-West vereinigt sich südlich von Achim mit dem Neuen Graben,  nimmt bei Hornburg den als Mühlenilse bezeichneten Arm der Ilse auf und mündet bei Börßum in die Kanal-Ilse. Schiffgraben-West und Neuer Graben werden hinsichtlich der Gewässerbewirtschaftung vom Land Niedersachsen als ein Wasserkörper betrachtet, während der Schiffgraben-Ost dem Wasserkörper des Großen Grabens zugerechnet wird.
Auch der Große Graben hat zahlreiche parallel verlaufende Gewässer. Er trifft in Oschersleben auf die Bode, wo seit 1961 eine Messstelle eingerichtet ist (Höhenlage 76,56 m ü. NHN). Er knickt dort nach Norden ab auf den Ortskern zu. Unter der Bezeichnung Lehnertsgraben verläuft er weitere sechs Kilometer und mündet östlich von Oschersleben auf einer Höhe von etwa 74 m ü. NHN in die Bode.
Etwa 22 Kilometer des Gewässers einschließlich der Pseudobifurkation bilden die Landesgrenze zwischen Niedersachsen (Landkreise Wolfenbüttel und Helmstedt) im Norden und Sachsen-Anhalt (Landkreis Harz) im Süden. Weitere sieben Kilometer des großen Grabens entsprechen dem Grenzverlauf zwischen den sachsen-anhaltischen Landkreisen Harz und Börde.
Koordinaten:
- Westliche Mündung (Mühlenilse beim Vorwerk Tempelhof): 52° 3′ N, 10° 35′ O
- Pseudobifurkation: 52° 3′ N, 10° 42′ O
- Östliche Mündung (Bode östlich von Oschersleben): 52° 0′ N, 11° 18′ O

## Gewässerqualität
Das gesamte Gewässer wird als künstlicher Wasserkörper („Artifical Water Body“) eingestuft, entsprechend ist die Strukturqualität im gesamten Verlauf sowohl auf niedersächsischem wie auf sachsen-anhaltischem Gebiet mangelhaft. Dies kommt einer Strukturnote V gleich. Zwar ist die chemische Qualität im gesamten Verlauf „gut“, die biologische und ökologische Qualität werden jedoch von den Behörden beider Bundesländer als „schlecht“ eingestuft. Einige Zuflüsse schneiden mit der Gütenote II–III etwas besser ab, werden in ihrer Strukturqualität aber durchweg als „Heavy Modified Water Body“ gewertet oder als künstliche Gewässer.
Für die ökologische Qualität ist der Eintrag von Dünger und Pflanzenschutzmitteln aus der intensiv betriebenen Landwirtschaft sowie die Erosion des Lößbodens und die damit einhergehende Verschlammung ein großes Problem. Letzteres wird insbesondere in dem nach Westen abfließenden Abschnitt durch die geringe Fließgeschwindigkeit und das zeitweise Trockenfallen verstärkt. Sämtliche Gewässer sind nahezu vollständig unbeschattet und neigen zu üppigem Wachstum von Sumpf- und Wasserpflanzen. Auf der anderen Seite sind Arten der Roten Liste wie Eintagsfliegen (Caenis luctosa) und einige Käferarten nachgewiesen worden.

## Geschichte Schiffgraben
Das Fürstentum Braunschweig-Wolfenbüttel suchte regelmäßig nach einem politisch stabilen und möglichst zollfreien Schifffahrtsweg zur Nordsee. Der natürliche Weg über Aller und Weser war durch die Zollabgaben in Celle und Bremen stark behindert. Von der Residenz Wolfenbüttel aus musste die Stadt Braunschweig durchquert werden, mit der das Fürstentum chronisch im Streit lag und deren Flusslauf stark verbaut war. Herzog Julius beauftragte daher 1575 seinen Baumeister Willem de Raet, die natürliche Verbindung zwischen Oker und Bode im Großen Bruch auf Eignung für einen Weg zur Elbe zu prüfen. De Raet bereiste das Gebiet zwischen Hornburg und Oschersleben sowie die Holtemme zwischen Harz und Halberstadt. Sein Bericht fiel positiv aus: Eine Schiffbarmachung wäre nicht nur technisch machbar, sondern auch durch den Verkauf des gewonnenen Torfes finanzierbar. Es müssten wohl ein Stauwehr und möglicherweise Dämme errichtet werden, um in den Gräben einen gleichmäßigen Wasserstand zu erzielen und ein Abfließen des Wassers zu verhindern.
Die bereits damals vorhandene Grenzlage des Großen Bruchs und die Nutzung der weiteren Flusswege bis zur Elbe erforderten eine umfangreiche diplomatische Vorbereitung dieses Vorhabens. Das Bistum Halberstadt gehörte seit 1566 zum Einflussbereich der Herzöge von Braunschweig-Wolfenbüttel. Die Herrscher von Brandenburg und Sachsen wurden im Februar 1576 über das Vorhaben informiert und signalisierten ihre Unterstützung. Wilhelm von Hessen warnte Julius jedoch vor deutlich höheren Kosten und bezweifelte die technische Durchführbarkeit. Für das Projekt bewarb sich 1581 ein Schiffer, außerdem existiert ein Brief von 1583 an einen Kaufmann in Amsterdam, in dem für das Projekt geworben wurde. Umgesetzt wurde es wohl nie. Zwar ist der Name Schiffgraben überliefert, aber es ist nicht aktenkundig, dass für die Realisierung jemals ein Spatenstich unternommen wurde.